# Аккардо, Тони
Энтони Джозеф Аккардо (/əˈkɑːrdoʊ/, при рождении — Анонино Леонардо Аккардо итальянский: [antoˈniːno leoˈnardo akˈkardo]; 28 апреля 1906 — 22 мая 1992), также известный как «Джо Баттерс» и «Большой тунец» — американский гангстер. За восьмидесятилетнюю криминальную карьеру прошел путь от мелкого хулигана до лидера «Чикагского филиала» мафии (1947 год); в 1972 году стал общепризнанным боссом Филиала. За время своего пребывания на посту босса расширил круг операций и занял новые территории, значительно увеличив силу и богатство Филиала.
Состоял в браке, в котором родились две дочери. Еще двоих детей пара усыновила. В 1978 году его дом был ограблен, предполагаемых грабителей затем нашли мёртвыми.